# 위기일발 용팔이
"위기일발 용팔이"는 한국에서 제작된 설태호 감독의 1971년 영화이다. 박노식 등이 주연으로 출연하였고 한갑진 등이 제작에 참여하였다.

## 출연

### 주연
- 박노식
- 최지희